# Melem (chemische Verbindung)
Melem ist eine polycyclische chemische Verbindung aus der Gruppe der Triazine und Heptazine. Es ist eines der Kondensationsprodukte von Melamin.

## Gewinnung und Darstellung
Die Herstellung gelingt durch die Kondensation von Cyanamid, Ammoniumdicyanamid, Dicyandiamid oder Melamin in Glasampullen über fünf Stunden bei 450 °C mit einer Ausbeute von etwa 60 %. Die Synthese verläuft über mehrere Stufen. Zunächst wird aus Cyanamid oder Ammoniumdicyanamid Dicyandiamid gebildet, welches dann zum Melamin cyclisiert. Eine Kondensation von Melamin führt unter Ammoniakabgabe direkt oder über die Zwischenverbindung Melam zur Zielverbindung. Bei großtechnischen Herstellverfahren von Melamin tritt die Verbindung in geringen Mengen als Nebenprodukt auf.

## Eigenschaften
Melem ist ein weiß-beiger, kristalliner Feststoff, der keinen Schmelzpunkt zeigt. Oberhalb von 560 °C wird nur eine Zersetzung beobachtet, die auf weiteren Kondensationsreaktionen unter Ammoniakabspaltung und der Bildung eines graphitartigen C-N-Polymers beruht. Die Verbindung kristallisiert in einem monoklinen Kristallgitter mit der Raumgruppe P21/c (Raumgruppen-Nr. 14). Das Molekül ist nahezu planar mit leicht gegenüber der Molekülebene verdrehten Aminogruppen. Das 13C-NMR-Spektrum zeigt für die zwei verschiedenen Kohlenstoffstrukturen im Molekül die Signale bei 164,3/166,4 ppm und 155,1/156,0 ppm. Für die Verbindung können theoretisch vier tautomere Strukturen gezeichnet werden. Aus der experimentellen Datenbasis folgt aber, dass nur die Struktur mit drei NH2–Gruppen relevant ist. Die molare Bildungsenthalpie beträgt 15,6 kJ·mol−1, die molare Verbrennungsenthalpie −3234 kJ·mol−1.

## Verwendung
Melem wird in Flammschutzmittel-Kombinationen, insbesondere in thermoplastischen Polymeren eingesetzt. Es wird als potentielles Zwischenprodukt zur Herstellung von Kohlenstoffnitriden (C3N4)x in der Graphitstruktur gesehen.